# 나는 전설이다 (텔레비전 프로그램)
나는 전설이다는 OBS경인TV의 예능 프로그램이다. 1기는 2011년 4월 6일부터 2012년 4월 25일까지 편성되었고, 2기는 2014년 5월 7일부터 같은 해 9월 3일까지 방영되었다. 그러나 이전에는 MBC 뮤직과 MBC 퀸, 펀TV에서도 편성되었으며, 심지어는 MBC 스포츠+에서도 일시적으로 편성되었던 이력이 있었다.

## 1기 결방
- 2011년 12월 28일 - 창사특집 <유키 구라모토의 친구들> 편성[1]
- 2012년 4월 11일 - 10시부터 2012 국민의 선택 <4·11 총선 개표방송> 편성

## 2기 결방
- 2014년 6월 4일 - 9시부터 <6·4 지방선거 개표방송> 편성
- 2014년 7월 30일 - 9시 45분부터 <7·30 재보궐선거 개표방송> 1~2부 편성